# Список умерших в 663 году

## Ноябрь
- 12 ноября — Куниберт — десятый епископ Кёльна, святой Римско-католической церкви.

## Дата смерти неизвестна или требует уточнения
- Абдуллах ибн Салам — сподвижник пророка Мухаммеда, бывший иудейский священнослужитель в Ясрибе (Медине).
- Атто — герцог Сполето (653—663).
- Гартнарт IV — король пиктов (657 — 663).
- Гуайре Айдне — король Коннахта (655 — 663).
- Луп, герцог Фриуля.